# ITX-新村
ITX-新村（韓語：ITX-새마을）是韓國鐵道公社城際列車之一。取代了新村號，票價與新村號相同。

## 概要
ITX-新村的引進目的是為了取代所有舊新村號列車。其於2014年5月12日開始營運於京釜線、湖南線、全羅線等主要韓國鐵路幹線。列車在公布之後尚舉行命名投票活動，爾後由朴正熙總統所帶領之新村運動產生的舊名「新村」當選。

## 車輛
ITX-新村使用韩国铁道公社210000系电力动车组，由現代Rotem製造，該列車設計最高速度165公里，行駛最高速度為每小時150公里，由3動3拖6節編組組成，目前共生產23列，全列有376個座位。

## 運行路線
- 京釜線 首爾 - 釜山
- 東海線 首爾 - 新海雲臺（京釜線直通）
- 慶全線 首爾 - 晉州（京釜線直通）
- 湖南線 龍山 - 木浦（京釜線直通）
- 湖南線 龍山 - 光州（京釜線・光州線直通）
- 全羅線 龍山 - 麗水EXPO（京釜線・湖南線直通）
- 中央線 清涼里 - 安东